# Пономарьов Петро Денисович
Петро́ Дени́сович Пономарьо́в (рос. Пётр Денисович Пономарёв; 10 серпня 1918 — 20 лютого 1997) — радянський митець слобідсько-українського походження, популяризатор слобожанських художніх ремесел і народних промислів, член Спілки художників СРСР з 1961 року.

## Біографія
Народився 10 серпня 1918 року в слобожанському селі Клепівка (нині Воронезька область РФ).
Навчався на живописно-декоративному відділенні Тамбовського художнього училища у 1935—1937 роках. Ветеран боїв на Халхин-Голі та Другої світової війни.
Після демобілізації в 1946 році рік був художником-консультатом цеху керамічної іграшки артілі «Червоний гончар» у селі Пузеві. У 1947 році долучився до створення у Воронежі артілі «Керамік» з виготовлення дитячих іграшок та інших художніх виробів. З 1948 року працював художником, технологом і старшим майстром художньо-керамічного цеху обласного товариства «Художник». З 1970-го по 1977 рік був головним художником Воронезьких художньо-виробничих майстерень.
З 1954 року був учасником численних обласних, зональних та республіканських виставок.
Творчий доробок митця розмаїтий: декоративні блюда, панно, орнаментальні килими у народному стилі, народні костюми для фольклорний ансамблів, жіночі прикраси з дерева та кераміки, етнографічні та жанрово-побутові начерки, портрети, пейзажі, натюрморти у різних художніх техніках: акварель, офорт, ліногравюра. Витвори Пономарьова представлені в Воронезькому обласному краєзнавчому музеї та Воронезькому обласному художньому музеї імені І. М. Крамського.
Написав монографію «Народний костюм Воронезької губернії».
Помер 20 лютого 1997 року. Похований у Воронежі на Комінтернівському кладовищі.

## Нагороди, звання і вшанування
- Орден Вітчизняної війни II ступеня (1985);
- Заслужений працівник культури РРФСР (1980);
- Почесний громадянин Воронежа (1995).

Ім'ям П. Д. Пономарьова у Воронежі названі вулиця та міська бібліотека-музей № 24.